# Sundown town

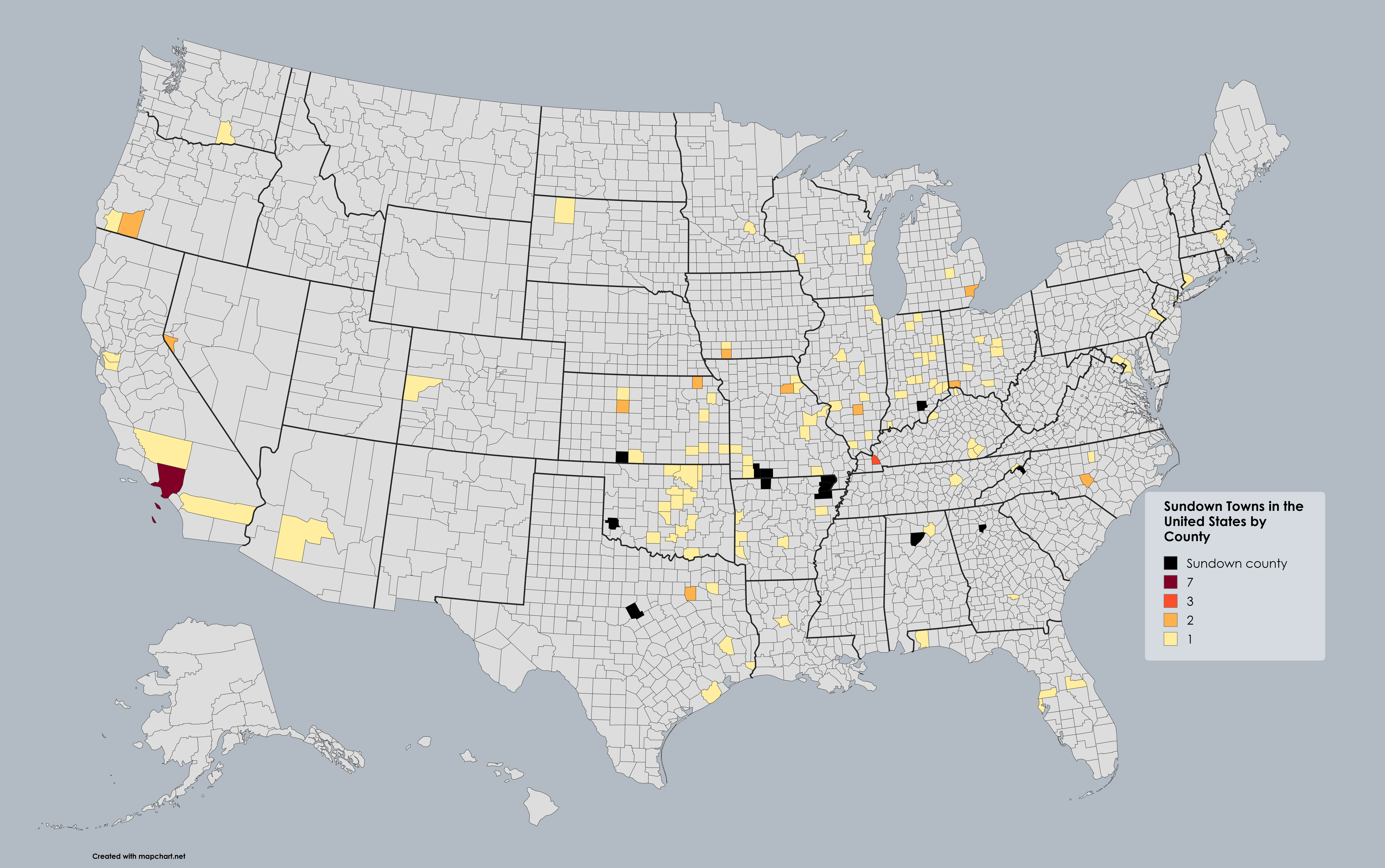
Sundown town

Sundown towns (tradução literal: cidades do pôr do sol), também conhecidas como sunset towns, gray towns, ou sundowner towns, são municípios ou bairros nos Estados Unidos compostos exclusivamente por pessoas brancas que praticavam uma forma de segregação racial, excluindo os não brancos através de alguma combinação de leis locais discriminatórias, intimidação ou violência. Condados sundown e subúrbios sundown também foram criados pelo mesmo processo. O termo surgiu de placas que diziam que "pessoas de cor" deveriam deixar a cidade até o pôr do sol. A prática não se restringia aos estados do sul, já que "pelo menos até o início dos anos 1960... os estados do norte podiam ser quase tão inóspitos para viajantes negros quanto estados como Alabama ou Geórgia". A segregação racial sundown também ocorreu a outros grupos demográficos não brancos; cidades como Antioch, na Califórnia, aplicavam tais leis aos trabalhadores diaristas sino-americanos.
Políticas e ações discriminatórias diferenciam cidades sundown de cidades que não têm residentes negros por razões demográficas. Historicamente, as cidades sundown foram reconhecidas como tais por artigos de jornais, históricos de condados e documentos da Works Progress Administration, através registro de impostos ou pelos registros do Censo dos Estados Unidos, mostrando ausência de negros ou queda acentuada na população negra entre dois censos. Outras pesquisas sobre como as políticas sundown impactaram outros dados demográficos estão em andamento.